# Diitabiki

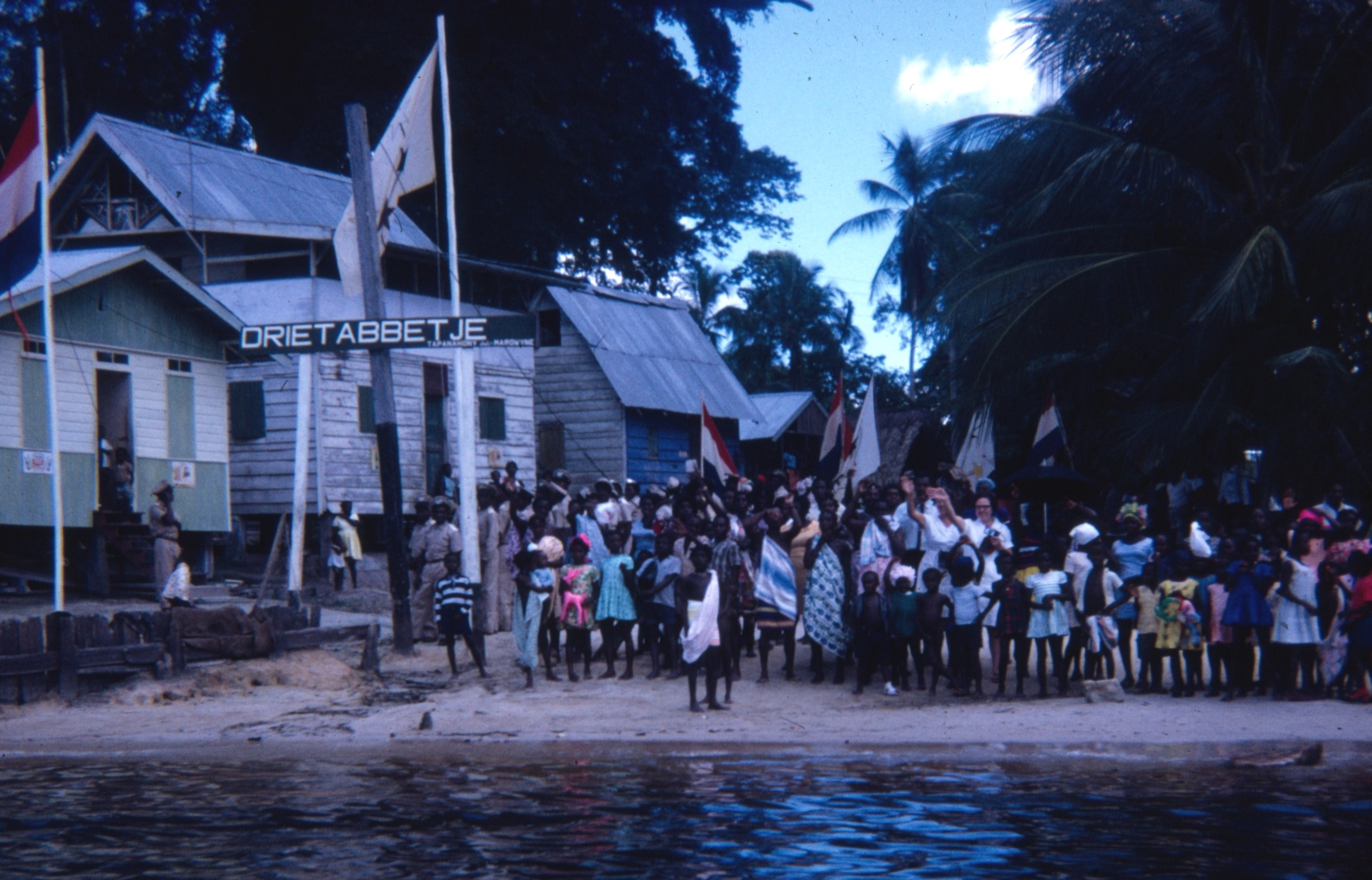
The people of Drietabbetje welcome some visitors in 1969.

Diitabiki (Sranantongo: Dritabiki, niederländisch Drietabbetje) ist ein Dorf im Distrikt Sipaliwini von Suriname. Es gehört zum Volk der Ndyuka und ist die Residenz des Gaanman der Ndyuka seit 1950 sowie der Standort des Orakels.

## Name
Sowohl der Name in der Ndyuka Sprache, als auch im Sranantongo bedeutet „Drei Inseln“. tabiki bedeutet „Insel“ in beiden Sprachen. drie bedeutet auch im Niederländischen „3“ und tabbetje ist eine homophone Übersetzung der Ndyuka-Ausdrucks.

## Geographie
Wie der Name schon sagt, erstreckt sich die Siedlung auf mehrere kleine Inseln im Fluss Tapanahony im Süden von Suriname. Der Ort liegt in einer Flussschlinge, die sich von Westen nach Osten erstreckt und wo der Fluss einen ganzen Irrgarten von Kanälen und Inselchen geschaffen hat. Namhafte Inseln sind Kisai und Gran Tabbetje oberhalb und westlich des Ortes. Weiter östlich liegt die Siedlung Prodokaba und im Südwesten die Siedlung Sanbendoemie.

### Verkehr

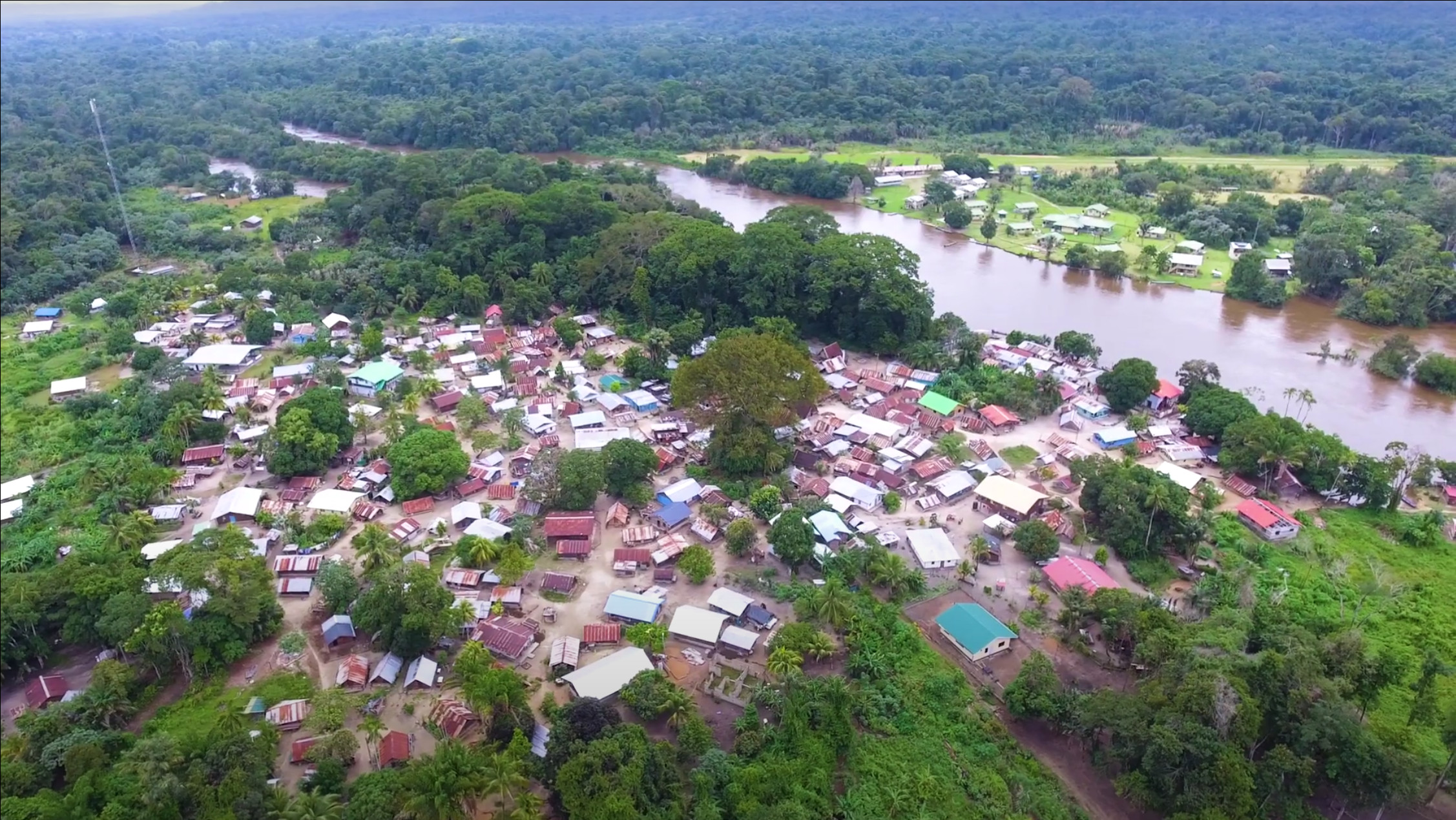
Diitabiki mit dem Drietabbetje Airstrip im Hintergrund.

Der Drietabbetje Airstrip im Südosten des Ortes ermöglicht Flüge nach Paramaribo mit der Fluggesellschaft Blue Wings.
Hauptverkehrsmittel sind Boote, die zu den Dörfern Mainsi und Moitaki verkehren. Die Granholo Waterfalls können nicht mit dem Boot befahren werden. Dafür gibt es eine Bahnlinie, die bei Futupasi die Wasserfälle überwindet. Seit Februar 2008 gibt es auch eine Fährverbindung nach Puketi und Godo Holo.

## Geschichte
Die Ndyuka sind afrikanischer Abstammung. Sie kamen als Sklaven im 17. und 18. Jahrhundert nach Suriname als Arbeitskräfte auf den Plantagen der Niederländer. Entlaufene Sklaven zogen in den tropischen Regenwald und bildeten Banden. Es gab zahlreiche Zusammenstöße zwischen den Kolonisten und den Ndyuka. 1760 wurde jedoch ein Friedensvertrag abgeschlossen, der den Ndyuka Autonomie zusicherte. Ab 1761 zogen die Ndyuka südwärts um Abstand zu den Kolonisten zu gewinnen, und begannen Dörfer am Tapanahoni anzulegen, wo sie die ansässigen Tiriyó vertrieben. Diitabiki ist eines der ältesten Dörfer. Sklaven, die später von Armina and Boven Commewijne geflohen waren, wurden in der Nähe der Mündung von Tapanahoni und Lawa angesiedelt, um als Wächter gegen Attacken der Aluku zu dienen.

## Kultur
Seit den 1960ern gibt es in Diitabiki die Granman Akontoe Velantie Primary School (Grundschule). 2015 besuchten 333 Schüler die Schule. 2015 wurde die Schule durch eine Freiwilligeninitiative erweitert.

### Energieversorgung
Seit 1985, beziehungsweise 1987, wurde Elektrizität durch eine Überlandleitung von der Puketi Hydroelectric Power Plant bereitgestellt. Im Surinamese Interior War (Binnenlandse Oorlog) wurde das Elektrizitätswerk beschädigt. Seither gab es Versuche die Fabrik wieder in Betrieb zu nehmen, aber nachdem eine Universitäts-Delegation 2003 und 2004 die Möglichkeiten hydroelektrischer Stromerzeugung in der Region untersucht hatte, entschied das Ministry for Regional Development die größere Gran Olo Hydroelectric Power Plant an den Gran Olo-Stromschnellen zu bauen. Obwohl das Werk zunächst nur Puketi und Futupasi beliefern soll, gibt es Pläne auch Diitabiki an das Netz anzuschließen.

## Gesundheit
In Diitabiki gibt es ein Healthcare Centre der Medische Zending.

## Tourismus
In oder bei Diitabiki wurden mehrere Toruisten-Resorts aufgebaut und Ökotourismus wird aktiv beworben. Das Dorf stellt sich selbst als Touristenziel dar und Touren werden nach Diitabiki und in die umgebende Natur angeboten.